# Psellus

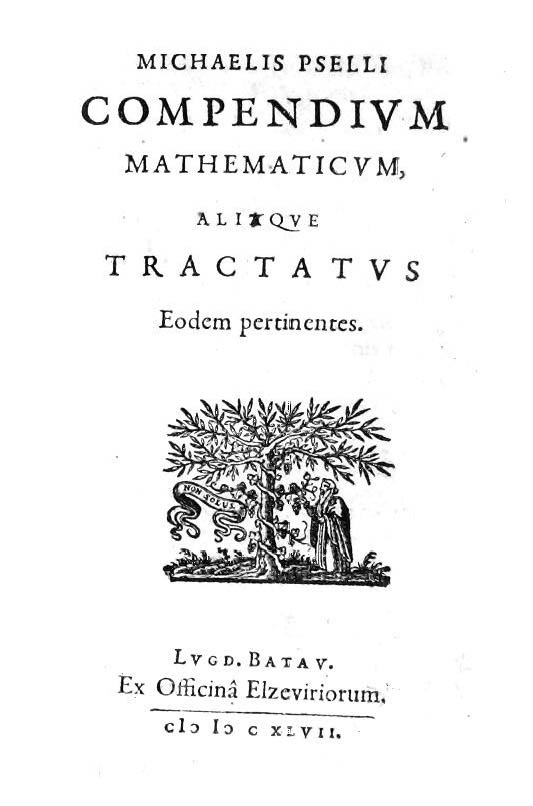
Compendium mathematicum, 1647

Michaël Psellus (Grieks: Μιχαήλ Ψελλός, Mikhaēl Psellos) was een belangrijke medespeler en intrigant aan het hof van Byzantium in het midden van de 11e eeuw.
Hij was een geleerd en getalenteerd man, die een belangrijke bijdrage heeft geleverd tot de geschiedschrijving van de tijd van verval die volgde op de dood van Basilius II in 1025. Hij schreef niet alleen over geschiedenis maar hij probeerde ook geschiedenis te schrijven. Hij was verantwoordelijk voor de kroning van Constantijn X Doukas en werd zijn adviseur en de opvoeder van zijn zoon Michael VII Doukas. Deze laatste was grotendeels voor de ineenstorting van het rijk in de jaren 70 verantwoordelijk. Psellus werd uiteindelijk door zijn oogappel opzij geschoven, alle lof waarmee hij hem als beste vorst aller tijden beschreef ten spijt.

## Politieke carrière
De belangrijkste bron van informatie over Psellus' leven komt uit zijn eigen werken, die uitgebreide autobiografische passages bevatten. Michael Psellus werd waarschijnlijk in Constantinopel geboren. Zijn familie was afkomstig uit Nicomedia en telde, volgens zijn eigen getuigenis, leden van de consulaire en patricische elite onder zijn voorouders. Zijn doopnaam was Constantijn; Michael was de kloosternaam die hij koos toen hij later in het klooster intrad. "Psellus' ('de stotteraar') was waarschijnlijk een persoonlijke bij-naam die verwees naar een spraakgebrek.
Michael Psellus werd opgeleid in Constantinopel. Toen hij ongeveer tien jaar oud was, werd hij buiten de hoofdstad tewerkgesteld als secretaris van een provinciale rechter, om zijn familie te helpen de bruidsschat voor zijn zuster bijeen te brengen. Toen zijn zuster stierf, gaf hij die baan op en keerde terug naar Constantinopel om zijn studie te hervatten. Terwijl hij studeerde bij Johannes Mauropus, ontmoette hij de latere patriarchen Constantijn Leichoudes en Johannes Xiphilinos, en de latere keizer Constantijn X Doukas. Enige tijd werkte hij weer in de provincies, nu zelf als rechter. Enige tijd voor 1042 keerde hij weer terug naar Constantinopel, waar hij een ondergeschikte positie aan het hof kreeg als secretaris (ὑπογραμματεύς) in de keizerlijke kanselarij. Van daaruit begon hij aan een snelle hofcarrière. Hij werd een invloedrijk politiek adviseur van keizer Constantijn IX Monomachos (regeerde 1042-1055). In diezelfde tijd werd hij de belangrijkste professor aan de Universiteit van Constantinopel, die de eretitel droeg van "Hoofd van de Filosofen" (ὕπατος τῶν φιλοσόφων hypatos tōn philosophōn).
Ondanks zijn vooraanstaande eminentie en bekwaamheid in het leren, was zijn kennis van het Latijn troebel genoeg om Cicero met Caesar te verwarren. Dit wordt aangehaald als een uitstekend voorbeeld van het paradigma hoe het Oost-Romeinse Rijk tegen de Hoge Middeleeuwen bijna al zijn band met zijn Romeinse wortels had verloren.
Tegen het einde van Monomachos' bewind kwam Psellus om de een of andere reden onder politieke druk te staan en besloot hij uiteindelijk het hof te verlaten, waarbij hij in 1054 intrad in het Olympusklooster op de berg Olympus in Bithynië. Na de dood van Monomachos werd hij echter snel teruggeroepen aan het hof door zijn opvolgster, Keizerin Theodora (regeerde 1055-1056). Gedurende de daaropvolgende jaren bleef hij actief in de politiek en diende hij als hooggeplaatst politiek adviseur van verschillende opeenvolgende keizers. Hij speelde een beslissende politieke rol in de machtsoverdracht van Michael VI naar Isaac I Komnenos in 1057; vervolgens van Isaac Komnenos naar Constantijn X Doukas (1059); en dan opnieuw van Romanos IV Diogenes naar Michael VII Doukas (1071). Aangezien Psellus tijdens de regering van Michaels vader Constantijn had gediend als Michaels persoonlijke leraar, en hij een belangrijke rol had gespeeld in het helpen van Michael om aan de macht te komen tegenover zijn tegenstander en stiefvader Romanos, koesterde Psellus waarschijnlijk de hoop op een nog invloedrijkere positie als leraar en adviseur onder hem. Michael lijkt echter minder geneigd te zijn geweest om Psellus te beschermen en na het midden van de jaren 1070 is er geen informatie meer over de rol die Psellus aan het hof heeft gespeeld. Aangezien zijn eigen autobiografische verslagen ophouden op dit punt, is er weinig betrouwbare informatie over zijn latere jaren. Sommige geleerden geloven dat Psellus zich ergens in de jaren 1070 weer in een klooster moest terugtrekken. Na een opmerking van Psellus' mede-historicus Joannes Zonaras, geloven de meeste geleerden dat Psellus kort na de val van Michaël VII in 1078 stierf, hoewel sommige geleerden ook latere data hebben voorgesteld. Wat bekend is, is dat Theophylaktos van Bulgarije een brief schreef aan Psellus' broer om hem te troosten bij de dood van zijn broer met de woorden: "Uw broer is niet gestorven, maar is naar God vertrokken, bevrijd van zowel een pijnlijk leven als ziekte".

### Chronographia
Psellus' bekendste en meest toegankelijke werk is waarschijnlijk Chronographia. Het is een geschiedenis van de Byzantijnse keizers in de eeuw die voorafging aan Psellus' eigen tijd. Het beslaat de regeringen van veertien keizers en keizerinnen, beginnend met de bijna 50 jaar durende regering van Basilius II, de "Bulgarendoder" (976-1025), en eindigend ergens tijdens de regering van Michael VII Doukas (1071-1078). Het is voornamelijk opgebouwd als een reeks biografieën. In tegenstelling tot de meeste andere historiografische werken uit die periode, ligt de nadruk veel meer op de beschrijving van personages dan op details van politieke en militaire gebeurtenissen. Het bevat ook zeer uitgebreide autobiografische elementen over Psellus' politieke en intellectuele ontwikkeling, en het geeft veel meer gewicht aan de perioden waarin Psellus een actieve positie in de politiek bekleedde (vooral de regering van Constantijn IX), waardoor het hele werk bijna het karakter van politieke memoires krijgt. Aangenomen wordt dat het in twee delen is geschreven. Het eerste deel behandelt de keizers tot aan Isaac I Komnenos. Het tweede deel, dat een veel sterkere apologetische toon heeft, is grotendeels een lofzang op Psellus' huidige beschermheren, de keizers van de Doukas-dynastie.

### Andere werken
Psellus heeft nog vele andere geschriften nagelaten:
- "Historia syntomos', een kortere, didactische historische tekst in de vorm van een wereldkroniek.

- Een groot aantal wetenschappelijke, filosofische en religieuze verhandelingen. Een bekend voorbeeld hiervan is De Operatione Daemonum, een classificatie van demonen als onderdeel van een anti-Manicheïstische dialoog. Hij schreef of stelde een belangrijk werk samen over filosofie, de De omnifaria doctrina. Andere werken behandelen onderwerpen als astronomie, geneeskunde, muziek, jurisprudentie, natuurkunde en laografie.

- Diverse didactische gedichten over onderwerpen als grammatica en retorica.

- Drie Epitaphioi of begrafenis oraties over de patriarchen Michael Keroularios, Constantijn III Leichoudes en Johannes Xiphilinos.

- Een begrafenis oratie voor zijn moeder, met een grote hoeveelheid autobiografische informatie.

- Verscheidene panegyrieën, overtuigende toespraken (o.a. tegen de Bogomielen en Euchites) en toespraken gericht aan zijn patroonkeizers aan het hof.

- Enkele honderden persoonlijke brieven.

- Retorische oefeningen en essays over vaste thema's.

- Occasionele, satirische en epigrammatische verzen.

- Bibsys: 90081375
- Biblioteca Nacional de Chile: 000219916
- Biblioteca Nacional de España: XX955876
- Bibliothèque nationale de France: cb119890251 (data)
- Catàleg d'autoritats de noms i títols de Catalunya: 981058617799706706
- CiNii: DA01455447
- Gemeinsame Normdatei: 118733605
- International Standard Name Identifier: 0000 0001 2147 2195
- Library of Congress Control Number: n80133121
- Nationale Bibliotheek van Letland: 000052535
- Nationale Bibliotheek van Tsjechië: jn19990006735
- Nationale Bibliotheek van Israël: 987007266745705171
- Nationale Bibliotheek van Polen: a0000001181034
- Nationale en Universitaire bibliotheek Zagreb: 000127489
- Nederlandse Thesaurus van Auteursnamen: 071582908
- Réseau des bibliothèques de Suisse occidentale: 02-A000133706
- Istituto Centrale per il Catalogo Unico: CFIV026383
- LIBRIS: 196749
- Système universitaire de documentation: 027959740
- Trove: 1027047
- Virtual International Authority File: 9856247
- WorldCat: E39PBJbtjyhGfDqcTqc4WmpHG3